# Љубљана
Љубљана (словен. Ljubljana) је главни и највећи град Словеније. Представља културни, образовни, привредни, политички и административни центар земље, као и седиште истоимене општине. Налази се дуж трговачког пута између Јадранског мора и Дунава, северно од мочваре Љубљанско барје код реке Љубљанице.
Током антике, на подручју Љубљане се налазио град Римског царства по имену Емона. Први пут се помиње у првој половини 12. века. Била је историјска престоница Војводине Крањске, коју су насељавали Словени у саставу Хабсбуршке монархије. Била је под хабзбуршком влашћу од средњег века до распада Аустроугарске 1918. После Другог светског рата, Љубљана је постала главни град Социјалистичке Републике Словеније, у саставу Социјалистичке Федеративне Републике Југославије. Град је задржао овај статус све док Словенија није постала независна 1991. године, а Љубљана постала главни град новоформиране државе.

## Име
Историчари се не слажу о извору имена Љубљана. По мишљењу неких извор треба тражити у речи љубљена, други сматрају да је у питању старо божанство Лабурус, трећи тврде да је реч дошла из латинског израза за реку која поплављује: алувиана, неки пак мисле да потиче од немачког Laibach — млачни поток.

## Географија
Љубљана се налази на 46,03 °CГШ, 14.30°ИГД у Љубљанској котлини, близу ушћа реке Љубљанице у Саву на просечној надморској висини од 288 m. Просечна температура варира од 0 °C у децембру и 21,9 °C у јулу. Просечна количина падавина у години је 1350 mm.
Град се налази на раскрсници важних и историјских путних праваца, те је то утицало на нагли развој града. Љубљана се налази на око 140 km западно од Загреба, 250 km источно од Венеције, 350 km југозападно од Беча и 400 km југозападно од Будимпеште.

### Клима
| Клима за Љубљану (Бежиград) 1991–2020 нормале, екстреми 1948–данас                                                              | Клима за Љубљану (Бежиград) 1991–2020 нормале, екстреми 1948–данас | Клима за Љубљану (Бежиград) 1991–2020 нормале, екстреми 1948–данас | Клима за Љубљану (Бежиград) 1991–2020 нормале, екстреми 1948–данас | Клима за Љубљану (Бежиград) 1991–2020 нормале, екстреми 1948–данас | Клима за Љубљану (Бежиград) 1991–2020 нормале, екстреми 1948–данас | Клима за Љубљану (Бежиград) 1991–2020 нормале, екстреми 1948–данас | Клима за Љубљану (Бежиград) 1991–2020 нормале, екстреми 1948–данас | Клима за Љубљану (Бежиград) 1991–2020 нормале, екстреми 1948–данас | Клима за Љубљану (Бежиград) 1991–2020 нормале, екстреми 1948–данас | Клима за Љубљану (Бежиград) 1991–2020 нормале, екстреми 1948–данас | Клима за Љубљану (Бежиград) 1991–2020 нормале, екстреми 1948–данас | Клима за Љубљану (Бежиград) 1991–2020 нормале, екстреми 1948–данас | Клима за Љубљану (Бежиград) 1991–2020 нормале, екстреми 1948–данас |
| Показатељ \ Месец | .Јан.                                                              | .Феб.                                                              | .Мар.                                                              | .Апр.                                                              | .Мај.                                                              | .Јун.                                                              | .Јул.                                                              | .Авг.                                                              | .Сеп.                                                              | .Окт.                                                              | .Нов.                                                              | .Дец.                                                              | .Год.                                                              |
| --- | ------------------------------------------------------------------ | ------------------------------------------------------------------ | ------------------------------------------------------------------ | ------------------------------------------------------------------ | ------------------------------------------------------------------ | ------------------------------------------------------------------ | ------------------------------------------------------------------ | ------------------------------------------------------------------ | ------------------------------------------------------------------ | ------------------------------------------------------------------ | ------------------------------------------------------------------ | ------------------------------------------------------------------ | ------------------------------------------------------------------ |
| Апсолутни максимум, °C (°F) | 16,4 (61,5)                                                        | 22,3 (72,1)                                                        | 25,1 (77,2)                                                        | 29,3 (84,7)                                                        | 33,0 (91,4)                                                        | 36,8 (98,2)                                                        | 38,0 (100,4)                                                       | 40,2 (104,4)                                                       | 33,1 (91,6)                                                        | 27,0 (80,6)                                                        | 22,1 (71,8)                                                        | 17,4 (63,3)                                                        | 40,2 (104,4)                                                       |
| Максимум, °C (°F) | 4,1 (39,4)                                                         | 7,0 (44,6)                                                         | 12,3 (54,1)                                                        | 17,2 (63)                                                          | 21,8 (71,2)                                                        | 25,8 (78,4)                                                        | 27,9 (82,2)                                                        | 27,6 (81,7)                                                        | 21,8 (71,2)                                                        | 16,1 (61)                                                          | 9,6 (49,3)                                                         | 4,2 (39,6)                                                         | 16,3 (61,3)                                                        |
| Просек, °C (°F) | 1,0 (33,8)                                                         | 2,6 (36,7)                                                         | 7,1 (44,8)                                                         | 11,6 (52,9)                                                        | 16,1 (61)                                                          | 20,0 (68)                                                          | 21,8 (71,2)                                                        | 21,3 (70,3)                                                        | 16,1 (61)                                                          | 11,4 (52,5)                                                        | 6,4 (43,5)                                                         | 1,5 (34,7)                                                         | 11,4 (52,5)                                                        |
| Минимум, °C (°F) | −1,7 (28,9)                                                        | −1,2 (29,8)                                                        | 2,4 (36,3)                                                         | 6,3 (43,3)                                                         | 10,6 (51,1)                                                        | 14,4 (57,9)                                                        | 16,0 (60,8)                                                        | 15,9 (60,6)                                                        | 11,7 (53,1)                                                        | 7,9 (46,2)                                                         | 3,9 (39)                                                           | −0,9 (30,4)                                                        | 7,1 (44,8)                                                         |
| Апсолутни минимум, °C (°F) | −20,3 (−4,5)                                                       | −22,5 (−8,5)                                                       | −18,0 (−0,4)                                                       | −3,3 (26,1)                                                        | −1,0 (30,2)                                                        | 2,9 (37,2)                                                         | 6,0 (42,8)                                                         | 4,8 (40,6)                                                         | −0,3 (31,5)                                                        | −5,2 (22,6)                                                        | −14,5 (5,9)                                                        | −16,0 (3,2)                                                        | −22,5 (−8,5)                                                       |
| Количина падавина, mm (in) | 67 (2,64)                                                          | 84 (3,31)                                                          | 83 (3,27)                                                          | 97 (3,82)                                                          | 114 (4,49)                                                         | 125 (4,92)                                                         | 122 (4,8)                                                          | 124 (4,88)                                                         | 160 (6,3)                                                          | 150 (5,91)                                                         | 138 (5,43)                                                         | 104 (4,09)                                                         | 1,368 (53,86)                                                      |
| Дани са падавинама (≥ 0.1 mm)                                                                                                   | 11                                                                 | 10                                                                 | 11                                                                 | 14                                                                 | 14                                                                 | 14                                                                 | 13                                                                 | 12                                                                 | 13                                                                 | 13                                                                 | 16                                                                 | 14                                                                 | 153                                                                |
| Дани са снегом (≥ 0 cm) | 15                                                                 | 14                                                                 | 6                                                                  | 1                                                                  | 0                                                                  | 0                                                                  | 0                                                                  | 0                                                                  | 0                                                                  | 0                                                                  | 3                                                                  | 11                                                                 | 50                                                                 |
| Релативна влажност, % (у 14.00 ч.)                                                                                              | 74                                                                 | 62                                                                 | 55                                                                 | 51                                                                 | 50                                                                 | 52                                                                 | 48                                                                 | 50                                                                 | 57                                                                 | 65                                                                 | 73                                                                 | 79                                                                 | 60                                                                 |
| Сунчани сати — месечни просек                                                                                                   | 72,6                                                               | 102,5                                                              | 155,6                                                              | 188,7                                                              | 232,3                                                              | 253,2                                                              | 288,4                                                              | 264,6                                                              | 175,6                                                              | 115,3                                                              | 56,3                                                               | 55,1                                                               | 1.960,2                                                            |
| Извор #1: Агенција за животну средину Републике Словеније (влажност и снежне падавине 1981–2010), NOAA (сунчани сати 1991–2020) |                                                                    |                                                                    |                                                                    |                                                                    |                                                                    |                                                                    |                                                                    |                                                                    |                                                                    |                                                                    |                                                                    |                                                                    |                                                                    |
| Извор #2: OGIMET (неки екстреми од 1948)                                                                                        |                                                                    |                                                                    |                                                                    |                                                                    |                                                                    |                                                                    |                                                                    |                                                                    |                                                                    |                                                                    |                                                                    |                                                                    |                                                                    |

## Историја Љубљане
Љубљанско поље и Барје вечита су раскрсница путева између Алпа, Краса и Паноније ка Јадрану и долином Саве у унутрашњост Балкана, а западно према Италији. Зато трагови човека сежу уназад око пет хиљада година, смењују по епохама до римске војничке и трговачке Емоне (1-6. век наше ере), па даље до досељавања Словена.
Немачко име Лајбах наводи се 1144. године, касније две године Словеначка Лувигана, а убрзо ово садашње. Град-тврђава на брду спомиње се 1220. године; уништен 1511. године у земљотресу, па обновљен и 1848. године дограђена кула са видиковцем. У поседу горичких грофова 13/14. век, а од 1335. године Хабзбурга, под чијом је влашћу остала до краја Првог светског рата. Током тих година град је био седиште војводства Крањска. Турци га први пут нападају 1415. године.
Од половине 16. века Љубљана је јак центар реформације, чија је централна личност Примож Трубар (1508—1586). Прве две књиге на словеначком језику објављене су 1550. године; 1563. године отворена латинска школа; од 1575. године ради прва штампарија, коју је водио Јанез Манделц (лат. Joannes Manlius).
Французи је први пут освајају 1797. године (остају до 1813. године). Тада је средиште Илирских провинција, а словеначки језик озакоњен у школама и администрацији. У Љубљани је 1821. одржан Лајбашки конгрес, на ком су велике силе покушале да реше своје проблеме након Наполеонових ратова.
Љубљана у себи носи склад целине — смењују се старо и ново поштујући узајамне вредности, па је лишена хаотичности. Тешко је настрадала у земљотресу 1895. године. После је подизана по урбанистичком плану, а градско језгро стално обогаћивано, али не и сужавано, иако је по броју становника неколико пута веће.
Након распада Аустроугарске 1918, Љубљана је постала незванична престоница Словеније у Краљевству Срба, Хрвата и Словенаца, а од 1929. је постала седиште Дравске Бановине у Краљевини Југославији. Априла 1941. Љубљану су окупирале снаге фашистичке Италије, а 23. фебруара 1942. су комплетно окружили град са 32 km бодљикаве жице. Септембра 1943. Нацистичка Немачка је заменила Италију на месту окупационе силе. Град је ослобођен маја 1945. године.
Љубљана је 7. маја 1970. године одликована Орденом народног хероја и проглашена за град-херој, за храброст коју су показали њени становници током Другог светског рата. Град је након рата постао главни град југословенске републике Словеније. Након краткотрајног рата 1991. Љубљана је постала главни град самосталне Словеније.
Зелена престолница 2016.
Љубљана је 2016. проглашена за зелену престоницу Европске уније. Квалитета животне средине је доста порасла, загађење честицама годинама опада. Квалитета ваздуха се повећала са затварањем центра за промет (од 2014. затворена је поред целог центра још Словенска цеста). У 2015. вредност озона и бензена није премашена ниједном. По центру саобраћају електрична возила Кавалир. Градска мрежа бесплатних бицикла БицикеЉ за 3,5 године коришћена је 2,5 милиона пута. Просјечна вредност буке опала је за 6 dB. Сијалице у градској расвети су замењене штедљивим сијалицама, градски превоз је опремљен модерним возним парком (додани аутобуси на плин). Шума покрива 46% општине. Љубљана је једини град који је награду Недеља мобилности добио два пута. Вода у Љубљани је потпуно питка и добијена је на природан начин, без хемијских технолошких поступака обраде.

## Култура
У Љубљани се налазе Народна галерија Словеније и Модерна галерија Љубљане, у којима су изложена дела највећих словеначких уметника. У Метелковој улици је велики центар контракултуре, смештен у бившем комплексу ЈНА. Ту се приказују филмови и одржавају предавања, као и концерти, углавном алтернативне музике.
Љубљана је домаћин Љубљанском летњем фестивалу и фестивалу светске музике Друга годба. Током 1980-их Љубљана је била центар покрета Нова словеначка уметност, који је укључивао групу Лајбах, са којима је био повезан социолог Славој Жижек.

### Образовање
У Љубљани је 1693. основано Учено друштво (лат. Academia operosorum Labacensis). Друштво, које је угашено 1801, је било претходница данашњој Словеначкој академији науке и уметности која је основана 1938.
Универзитет у Љубљани, једини универзитет у граду, је основан 1919. Град је такође дом Филхармонијског друштва (лат. Academia Philharmonicorum) једне од најстаријих филхармонија у Европи, која је основана 1701.

### Архитектура
Љубљана има очувано старо градско језгро. У мноштву старих грађевина су Бискупска палата (из 1512. године), Стишки дворац (1629), Катедрала Св. Николаја (1708), жупна црква Св. Јакоба (1615), фрањевачка црква (17. век), Ротовж-већница (1484), Семениште (1785), Ауерспрегова палата (половина 17. века), Лонтвож (1786), Опера (1892). Нарочито су лепе барокне зграде.
Љубљану одликује мноштво зграда архитекте Јоже Плечника.
Градска посебност је Тромостовје на реци Љубљаници (строги центар). Ту је Прешернов споменик у спомен највећем словеначком песнику Францету Прешерну (1800—1849). С друге стране реке је главна градска пијаца (словен. Glavna tržnica), а дуж обала низ пријатних малих кафана и ресторана, уређених у старим кућама. Све заједно има угодну атмосферу.

### Паркови и баште
У Љубљани има око 30 хектара паркова, највећи део заузима парк Тиволи са 17,5 хектара, а остало заузима 28 мањих паркова, који су такође уређени. Након Другог светског рата грађанима Љубљане није био отворен ниједан нови парк, шта је врло лоше у поређење са осталима европским метрополама, нпр. Лондон има 20 пута више паркова по становнику. Ствари су кренуле на боље са почетком уређивања парка у Бежиграду. План је такође уредити целу обалу реке Саве, која се налази у љубљанској општини, и сређивање парка Љубљанско барје, који ће постати покрајински парк.
- Аргентински парк
- Ботанична башта
- Зоолошки врт
- парк Звезда (Конгресни трг)
- Миклошичев парк
- парк Ајдовшчина
- Тосканинијев прак
- спортски парк Кодељево
- спортски парк Свобода

### Тргови у градском центру
- Конгресни трг
- Горњи трг
- Прешернов трг
- Водников трг
- Стари трг
- Местни трг
- Левстиков трг
- Нови трг
- Погачарјев трг
- Хрватски трг
- Трг републике
- Трг француске револуције
- Рибљи трг
- Мали трг

### Спорт
Највећи спортски клубови у Љубљани су ХК Љубљана (десетоструки првак Словеније и осмоструки првак Југославије у хокеју на леду, КК Унион Олимпија, стални учесник кошаркашке Евролиге и фудбалски клубови НК Олимпија Љубљана и Интерблок Љубљана.
Љубљанска дворана Тиволи је била домаћин Светског првенства у кошарци 1970. Главни градски стадион је Плечников стадион у Бежиграду, који је дотрајан и има капацитет 10000 људи. У плану градоначелника Зорана Јанковића је изградња новог стадиона и обнова садашњег.

## Градске четврти
- Бежиград (1)
- Центар (2)
- Чрнуче (3)
- Дравље (4)
- Головец (5)
- Јарше (6)
- Мосте (7)
- Поље (8)
- Посавје (9)
- Рожник (10)
- Рудник (11)
- Состро (12)
- Шентвид (13)
- Шишка (14)
- Шмарна гора (15)
- Трново (16)
- Вич (17)

## Становништво
Број становника Љубљане према попису из 2002. је износио 265.881, а од тога су Словенци чинили 73% (196152). Према верској опредељености Љубљана је хетероген град. Најбројнија заједница су католици (104.219, 39%), док број православаца и муслимана износи 14.687 (5,5%), односно 13.268 (4,9%). Нови градоначелник Зоран Јанковић је најавио изградњу прве џамије у Љубљани.

## Привреда
Број запослених у Љубљани по последњем попису износио је 130.122, а незапослених 14.243. У Љубљани се налази седиште трговинског ланца Меркатор и Туш, пиваре Унион, фармацеутске компаније Лек, машинског предузећа Литострој.

### Саобраћај
Љубљана је важан међународни саобраћајни чвор у подручју јужно од Алпа, у ком се укрштају путеви који воде од Италије до Мађарске и од Аустрије до Хрватске. Овде се налазе обилазница и четири завршене магистрале према Јесеницама, Копру, Марибору и Загребу.
Међународни аеродром Јоже Пучник Љубљана се налази у Брнику, 15 km северно од Љубљане.
Љубљана се налази на железничкој траси Марибор — Трст (бивша аустријска „јужна пруга") као и на траси према Јесеницама, тунелу Караванке (гранични прелаз) и Филаху у Аустрији. Обе трасе су електрифициране и омогућују везу брзим возом са хрватским градовима Загреб, Ријека и Пула. Осим тога, постоји и неелектрифицирана железничка траса према Карловцу и Камнику.
Градски и приградски саобраћај се обавља искључиво аутобусима, тролама (по угледу на назив, 60-их година 20. века честих тролејбуса). Трамваји, уведени у градски саобраћај 1901. су 1961. године укинути. Већ дуже година се раде планови за поновну изградњу шинског градског и приградског саобраћаја. Децембра 2006. је уведена успињача до Љубљанског града.
Бициклистички саобраћај је љети веома изражен и веома развијен са великом дужином бициклистичких стаза широм града (до 2015. град је имао 224 km стаза за бициклисте.). Године 2000. је основано удружење бициклиста аматера Велики подстрек бицикла као транспортног средства је увођење БИЦИКЕЉ у граду, рентирање бицикла на више локација по граду. Бицикл може да се вози бесплатно један час и узме-остави на једном од отока у граду.

## Партнерски градови
- — Атина, Грчка, од 2000.
- — Београд, Србија, од 2010.
- — Братислава, Словачка, од 1967.
- — Брисел, Белгија, од 2004.
- — Кемниц, Немачка, од 1966.
- — Ченгду, Народна Република Кина, од 1981.
- — Кливленд, Сједињене Државе
- — Леверкузен, Немачка, од 1979.
- — Мардин, Турска, од 2003.
- — Москва, Русија, од 2000.
- — Парма, Италија, од 1964.
- — Пезаро, Италија, од 1964.
- — Плоче, Хрватска, од 1982.
- — Пуебло, Сједињене Државе, од 1991.
- — Ријека, Хрватска, од 1979.
- — Сарајево, Босна и Херцеговина, од 2002.
- — Суза, Тунис, од 1969.
- — Тбилиси, Грузија, од 1977.
- — Беч, Аустрија, од 1999.
- — Висбаден, Немачка, од 1977.
- — Загреб, Хрватска, од 2001.

## Галерија
- Железничка станица Љубљана
- Нови трг са Народном библиотеком десно у позадини, рад архитекте Јожета Плечника
- Зграда словеначке Филхармоније и поглед на љубљански град са Конгресног трга
- Железничка станица Љубљана Залог
- Брод на Љубљаници у центру града
- Галусово набрежје и љубљански град у позадини
- Трновски пристан
- Стари трг
- Горњи трг
- Детаљ са куће на Горњем тргу
- Цирил-Методов трг
- Швајгерова кућа у стилу барока и рококоа (тераса)
- Робова фонтана
- Љубљанска катедрала
- Зграда старе љубљанске шећеране.
- Палата Кресија (лево) и Филипов дворац (десно) поред Тромостовја
- Прешернов трг (центар Љубљане)